# Борго Баси (Ферара)
Борго Баси (итал. Borgo Bassi) је насеље у Италији у округу Ферара, региону Емилија-Ромања.
Према процени из 2011. у насељу је живело 30 становника. Насеље се налази на надморској висини од 9 м.